# Buffalo (Kentucky)
Buffalo es un lugar designado por el censo ubicado en el condado de Larue en el estado estadounidense de Kentucky. En el Censo de 2010 tenía una población de 498 habitantes y una densidad poblacional de 162,53 personas por km².

## Geografía
Buffalo se encuentra ubicado en las coordenadas 37°30′25″N 85°41′56″O / 37.50694, -85.69889. Según la Oficina del Censo de los Estados Unidos, Buffalo tiene una superficie total de 3.06 km², de la cual 3.06 km² corresponden a tierra firme y (0.17%) 0.01 km² es agua.

## Demografía
Según el censo de 2010, había 498 personas residiendo en Buffalo. La densidad de población era de 162,53 hab./km². De los 498 habitantes, Buffalo estaba compuesto por el 93.98% blancos, el 4.22% eran afroamericanos, el 0% eran amerindios, el 0.2% eran asiáticos, el 0% eran isleños del Pacífico, el 0.6% eran de otras razas y el 1% pertenecían a dos o más razas. Del total de la población el 2.01% eran hispanos o latinos de cualquier raza.